# Poecilimon marmaraensis
Poecilimon marmaraensis är en insektsart som beskrevs av Naskrecki 1991. Poecilimon marmaraensis ingår i släktet Poecilimon och familjen vårtbitare.

## Underarter
Arten delas in i följande underarter:
- P. m. marmaraensis
- P. m. nalbanti